# نیکولای شوورنیک
نیکولای میخائیلوویچ شوورنیک (روسی: Николай Михайлович Шверник - ۷ مه ۱۸۸۸–۲۴ دسامبر ۱۹۷۰) سیاستمدار سابق شوروی بود که از ۱۹ مارس ۱۹۴۶ تا ۱۵ مارس ۱۹۵۳ به عنوان رئیس هیئت رئیسه شورای عالی خدمت کرد. اگرچه شورنیک رئیس دولت شوروی بود، اما قدرت کمتری نسبت به ژوزف استالین به عنوان رئیس شورای وزیران اتحاد جماهیر شوروی داشت.

## زندگی‌نامه
شوورنیک در سال ۱۸۸۸ در سنت پترزبورگ در خانواده ای کارگری از قومیت روسی به دنیا آمد. پدرش یک گروهبان بازنشسته بود که در کارخانه‌های سنت پترزبورگ کار می‌کرد. مشهور است که او از نسل مؤمنان قدیمی است. مادر شوورنیک بافنده بود. او در کارخانه‌ها به عنوان تراشکار کار کرد و در سال ۱۹۰۵ به بلشویک‌ها پیوست. پس از انقلاب فوریه در سال ۱۹۱۷، او به عنوان رئیس شورا در کارخانه لوله سازی در سامارا، و رئیس شورای شهر سامارا انتخاب شد. در طول جنگ داخلی روسیه، او یک کمیسر سیاسی در ارتش سرخ بود. در سالهای ۲۳–۱۹۲۱ در اتحادیه‌های کارگری کار می‌کرد.
در سال ۱۹۲۳، او به سمت کارکنان رابکرین منصوب شد، که توسط ژوزف استالین، که شوورنیک وفادارانه در طول مبارزات قدرت در دهه ۱۹۲۰ از او حمایت کرد، منصوب شد. در سال ۱۹۲۳، او مسئول مبارزه با فروش ودکا و کوکائین و قمار بود. در نوامبر ۱۹۲۵، در اوج درگیری بین استالین و زینوویف، از سوی کمیته مرکزی به عنوان دبیر کمیته استانی لنینگراد، که پایگاه قدرت زینوویف بود، منصوب شد.
شوورنیک از دسامبر ۱۹۲۵ تا پایان عمر، عضو کمیته مرکزی بود. در آوریل ۱۹۲۶، به جای گریگوری یفدوکیموف، یکی از حامیان زینوویف، به دبیرخانه منصوب شد.
در حالی که کمیته مرکزی و کمیسیون کنترل مرکزی در اکتبر ۱۹۲۷ در حال بحث در مورد اخراج اپوزیسیون‌های برجسته از جمله لئون تروتسکی و زینوویف بودند، شوورنیک وفاداری خود را به استالین نشان داد.
در دسامبر ۱۹۲۷، زمانی که کمبود غذا در شهرها به‌خاطر اینکه دهقانان به‌دلیل افزایش قیمت‌ها مانع از تولید محصولات خود می‌شدند، به وجود آمد، شوورنیک به عنوان دبیر حزب منطقه‌ای به اورال اعزام شد. او به حمایت وفادارانه از استالین از طریق صنعتی شدن سریع اقتصاد شوروی ادامه داد، که تقریباً کل رهبری اتحادیه‌های کارگری با آن مخالفت کردند. او در سال ۱۹۲۹ به مسکو فراخوانده شد و به عنوان رئیس اتحادیه کارگری متالورژیست انتخاب شد. از ژوئیه ۱۹۳۰ تا مارس ۱۹۴۴، او دبیر اول شورای مرکزی اتحادیه‌های کارگری و عضوی از اورگبورو بود.
شوورنیک ریاست دادگاه منشویک در سال ۱۹۳۱ را بر عهده داشت، که در آن چهارده اقتصاددان روسی به اتهام خیانت برای محاکمه آمدند. در فوریه ۱۹۳۷، او یکی از اعضای کمیسیونی بود که نیکلای بوخارین و الکسی رایکوف، دو فرد برجسته اپوزیسیون سابق را که هنوز در اتحاد جماهیر شوروی زندگی می‌کردند، بررسی کرد و رأی داد که آنها باید از کمیته مرکزی اخراج شوند، دستگیر شوند و تیرباران شوند.
در طول جنگ جهانی دوم، شوورنیک مسئول تخلیه صنعت شوروی از ورماخت در حال پیشروی بود. او از سال ۱۹۴۶ تا ۱۹۳۸ رئیس شورای ملیت‌ها بود او از سال ۱۹۴۶ تا ۱۹۴۴ رئیس هیئت رئیسه شورای عالی اتحاد جماهیر شوروی روسیه بود. در سال ۱۹۴۶ او رئیس هیئت رئیسه شورای عالی اتحاد جماهیر شوروی شد و جانشین میخائیل کالینین.
گفته می‌شود، شوورنیک از مرگ استالین در مارس ۱۹۵۳ چنان مضطرب بود که تنها رهبر برجسته حزب بود که در مراسم تشییع جنازه دیکتاتور گریه می‌کرد. در عرض چند روز، او به وضعیت قبلی خود به عنوان عضو «نامزد» هیئت رئیسه تنزل یافت و شوورنیک از ریاست هیئت رئیسه شورای عالی برکنار شد و در ۱۵ مارس ۱۹۵۳ کلیمنت وروشیلوف جایگزین او شد. وی به عنوان رئیس شورای مرکزی اتحادیه‌های کارگری به کار خود بازگشت. در دسامبر ۱۹۵۳، او به عنوان یکی از اعضای هیئت قضات که رئیس سابق پلیس، لاورنتی بریا و شش نفر دیگر را به اعدام محکوم کردند، معرفی شد.
با وجود سال‌ها وفاداری به استالین، شوورنیک یکی از بلندپایه‌ترین بلشویک‌های قدیمی بود که نیکیتا خروشچف را پس از ایراد «سخنرانی مخفیانه» که جنایات استالین را محکوم کرد، حمایت کرد. او که در سال ۱۹۵۶ به عنوان رئیس کمیسیون کنترل مرکزی منصوب شد، بر «بازسازی» تعداد زیادی از افرادی که به اشتباه در سال‌های استالین محکوم شده بودند، نظارت کرد. در ژوئیه ۱۹۵۷، شوورنیک پس از گذشت بیش از ۱۶ سال به عنوان عضو «نامزد» دوباره به عضویت کامل هیئت رئیسه درآمد. او تا زمان بازنشستگی در سال ۱۹۶۶ با او باقی ماند.